# Gaël Fickou
Gaël Fickou (* 26. března 1994, La Seyne-sur-Mer) je ragbista hrající za francouzský klub Racing 92 a francouzskou reprezentaci. Jeho preferovaná pozice je tříčtvrtka. V sezoně 2022/23 byl zvolen do nejlepší sestavy roku Evropského poháru mistrů.
S reprezentací vyhrál v roce 2022 Six Nations. Debut za Francii si odbyl v březnu 2013 proti Skotsku.První reprezentační pětku si připsal na Six Nations 2014 proti Anglii. Jeho táta je ze Senegalu a matka je z Alžírska. Je z šesti dětí. 